# Cornelius Smelt
Le colonel Cornelius Smelt (août 1748 – 28 novembre 1832) est un homme politique anglais, lieutenant-gouverneur de l'île de Man.

## Biographie
Cornelius Smelt est le fils de William Smelt, membre d'une famille du Yorkshire qui donne aussi notamment un consul. Il épouse Mary Trant Ottley, de Richmond en 1785. Son épouse, fille de Richard Ottley, trésorier de Saint-Vincent, meurt à l'âge de trente-quatre ans. Smelt épouse en secondes noces Anne Hale, fille du général John Hale. De ce mariage nait notamment Mary Smelt, qui épouse le fils de l'évêque de Sodor et Man.

### Lieutenant-gouverneur de l'île de Man
Smelt est nommé lieutenant-gouverneur de l'île de Man en 1805. Il jouissait auprès de la population de l'île d'une excellente renommée qui lui vaut, à titre posthume, l'érection d'un monument en son honneur à Castletown. Il est le seul gouverneur de l'île à avoir été ainsi honoré. Ce monument, le Smelt Memorial, est aussi dénommé Candlestick (« bâton de bougie ») en raison de sa forme. Son portrait trône en bonne place dans la House of Keys de Castletown.
Il est enterré avec les honneurs militaires le 28 novembre 1832 dans la chapelle Sainte-Marie de Castletown, près de l'autel, puis est transféré à l'église Saint-Pierre d'Onchan, à côté de sa fille Mary.